# カトリーヌ・ド・フランス (1428-1446)
カトリーヌ・ド・フランス（Catherine de France, 1428年 - 1446年7月30日）は、フランス王シャルル7世の娘で、ブルゴーニュ公シャルル（突進公）の最初の妻。夫が公爵家の嗣子だった時に死去したため、シャロレー伯爵夫人の称号を持つにとどまった。

## 生涯
シャルル7世と王妃マリー・ダンジューの間の第4子、次女として生まれた。1440年5月19日にサントメールにおいて、ブルゴーニュ公フィリップ3世（善良公）の唯一の嫡出子シャロレー伯シャルルと結婚する。夫婦はフランス王ジャン2世を共通の玄祖父とする遠縁の関係にあった。結婚契約は1438年9月30日にブロワにて署名が行われていた。シャルル7世のフランス王家とブルゴーニュ公爵家は、百年戦争において長く対立関係にあったが、1435年にアラスの和約を結んだ。この縁組は両家の和解のために行われたものだった。しかしカトリーヌは1446年7月にブリュッセルにおいて17歳で早世し、8月に同市内の聖ミシェル・エ・ギュデュル大聖堂に葬られた。